# دونگه ترنگانه
دونگه ترنگانه (به صربی: Donje Trnjane) یک منطقهٔ مسکونی در صربستان است که در لسکواس واقع شده‌است. دونگه ترنگانه ۲۸۹ نفر جمعیت دارد.